# Саккетти, Ливерий Антонович
Ливе́рий Анто́нович Сакке́тти (Сакке́ти; 18 августа 1852, д. Усть-Кензарь, Тамбовская губерния — 26 февраля 1916, Петроград) — специалист по истории и теории музыки и эстетики, музыкальный критик, педагог, отец правоведа Александра Саккетти.
Окончил курс в Петербургской консерватории по классам виолончели и музыкальной теории. Профессор истории музыки, эстетики, гармонии и энциклопедии Петербургской консерватории. Первым трудом Саккетти был «Очерк всеобщей истории музыки» (2 изд. 1891). Другие его сочинения: «Сборник образцовых произведений прежних времен» (приложение к музыкальному журналу «Муза», 1892), «Краткая историческая музыкальная хрестоматия с древнейших времен до XVII в. включительно» (СПб., 1896), « О музыкальной художественности древних греков» (СПб., 1894), «Из области эстетики и музыки» (СПб., 1896), «Обзор главных основ эстетики» (в «Вестнике изящных искусств»).
Историк и теоретик музыки, почётный член Болонской филармонической академии, заслуженный профессор Петербургской консерватории.
Похоронен на Смоленском православном кладбище, уч. 35, 1-я Надеждинская дор.